# 奥廖克明斯克
奥廖克明斯克（俄语：Олёкминск）是俄罗斯萨哈共和国的一座城市。位于勒拿河左岸，雅库茨克西南651公里处。该地2021年人口有9,102人；2002年人口10,003；1989年人口11,478。1635年建城，1783年成為城市。